# サンステーションテラス福山

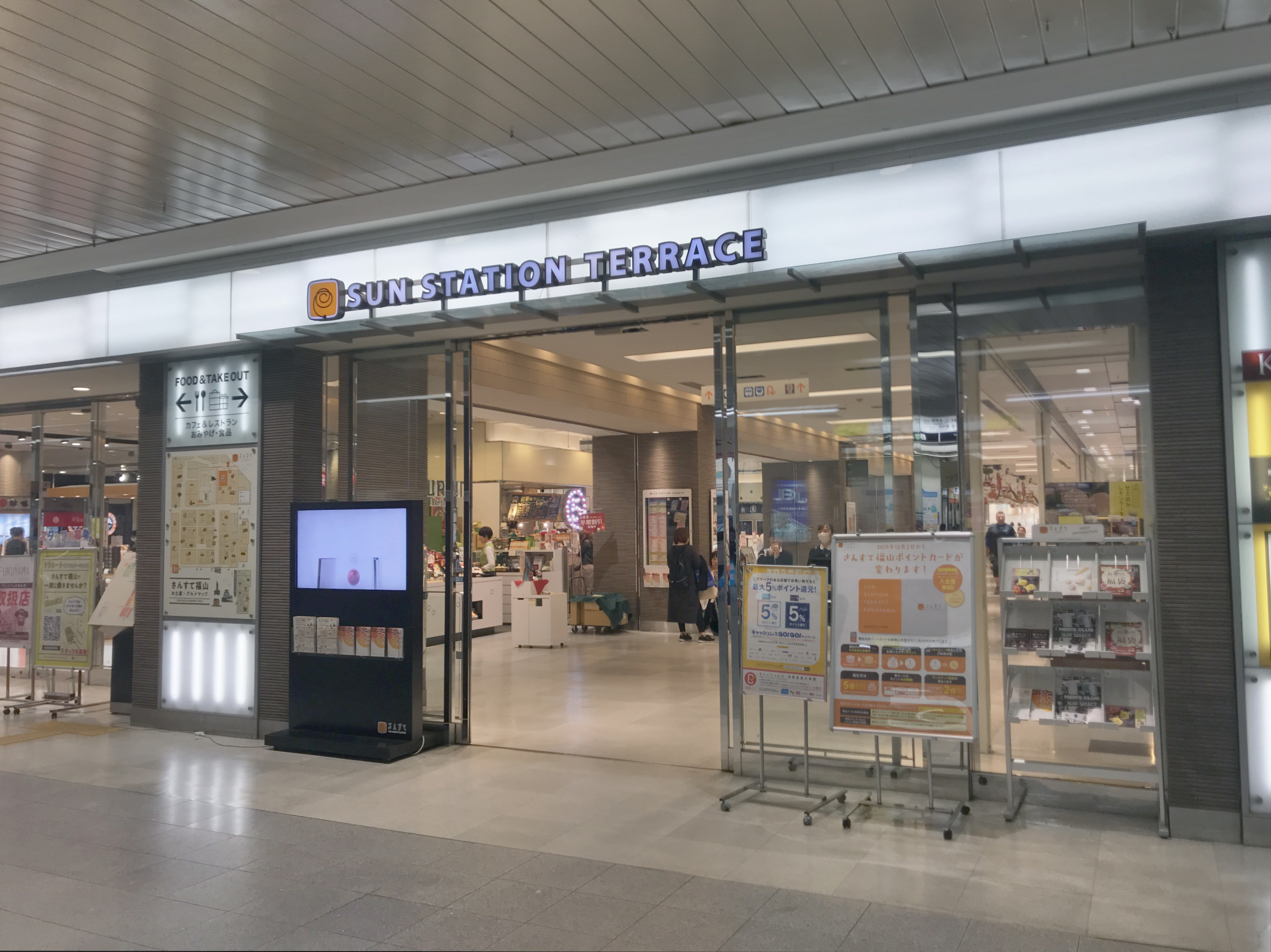
正面入り口（2019年11月撮影）

サンステーションテラス福山（サンステーションテラスふくやま、英語表記：SUN STATION TERRACE FUKUYAMA）は広島県福山市のJR西日本の福山駅鉄道高架下にある商業施設（駅ナカ）である。通称「さんすて福山」。JR西日本グループの山陽SC開発株式会社（岡山県岡山市北区）が運営する。

## 施設概要
同施設はJR西日本のグループ会社である山陽SC開発株式会社が管理するショッピングセンターである。南北連絡通路を中心に東側に「本館」が、西側に「2番街」がある。
1975年（昭和50年）に駅の高架化に伴い「福山サントーク」としてオープン。2007年（平成19年）7月2日から高架橋耐震補強工事のため一部店舗を除き休業。その後、同年11月1日に現在の名称で全面リニューアルオープンとなった。また、2009年（平成21年）4月1日には運営会社の合併により現在の管理者が発足した。この他、駅前広場のJR西日本所有地への増床工事も実施されている。
2019年より岡山一番街、さんすて岡山・倉敷とともに利用できる電子マネーが順次拡充され、JR西日本のICOCA、JR東日本のSuica、JR東海のTOICA他相互利用対象の交通系電子マネーや各種クレジットカードに加え、PiTaPa、iD、QUICPay、WAON、楽天Edy、nanacoと、PayPayなどの主要コード決済が一部の店舗を除き利用可能となっている。

## 主なテナント
- マクドナルド
- UCCカフェプラザ
- マツモトキヨシ
- Can★Do
- 廣文館書店
- ABCクッキングスタジオ

### 二番街
駅舎に隣接した高架下のエリア。通路は屋外となっている。
- ドトールコーヒー
- DASH福山駅前

## 交通アクセス
- JR福山駅改札口より徒歩すぐ。
- 自家用車で来場する場合は提携駐車場を利用することができる。
- 詳細は公式ページ（アクセス・駐車場）を参照。